# Eublemma obliqualis
Eublemma obliqualis là một loài bướm đêm trong họ Erebidae.